# Brubaker
Brubaker är en amerikansk dramafilm från 1980 i regi av Stuart Rosenberg. Filmen är en fiktionaliserad version av Tom Murton och Joe Hyams bok Accomplices to the Crime: The Arkansas Prison Scandal från 1969, om en verklig fängelseskandal i Arkansas 1967. I titelrollen som den nye fängelsechefen Henry Brubaker, som försöker åtgärda missförhållanden i systemet, ses Robert Redford. 

## Rollista i urval
- Robert Redford – Henry Brubaker
- Yaphet Kotto – Richard "Dickie" Coombes
- Jane Alexander – Lillian Gray
- Murray Hamilton – John Deach
- David Keith – Larry Lee Bullen
- Morgan Freeman – Walter
- Matt Clark – Purcell
- Tim McIntire – Huey Rauch
- Richard Ward – Abraham Cook
- M. Emmet Walsh – C.P. Woodward
- Albert Salmi – Rory Poke
- Linda Haynes – Carol
- Everett McGill – Caldwell
- Val Avery – Wendel
- Ronald C. Frazier – Willets
- David D. Harris – Duane Spivey
- Joe Spinell – Birdwell